# Progonstvo
Progonstvo ili posuđenica egzil (iz latinskog Exilium = u stranu zemlju prognani) označuje odsutnost osobe ili skupine naroda iz vlastite domovine zbog progona ili protjerivana od države ili zbog nepodnošljivih uvjeta za život u njihovoj zemlji koje prouzročuje iseljavanje. 
Progonstvo je dakle povezano s ograničenjima u slobodnom razvoju osobe u matičnoj zemlji. Nasuprot progonu na novom odredištu nema ograničenja ili sankcija osobnih sloboda od vlade države koja je odgovorna za progonstvo.

## Dobrovoljno progonstvo
Postoji i izraz dobrovoljnog egzila, koji opisuje uglavnom politički motiviran odlazak iz zemlje iz straha od ozbiljne kazne, u kombinaciji s namjerom nevraćanja u domovinu. 

## Povijest
U ljudskoj povijesti progonstvo je primjenjivano vrlo rano kao oblik kazne. Ponekad završe i bivši čelnici vlasti (često diktatori) u progonstvu drugoj zemlji. 

## Azil
U mnogim zemljama, uključujući i Hrvatsku, prognanici mogu, pod određenim uvjetima, na zahtjev dobiti politički azil, koji je pravni status koji odgovara boravišnoj dozvoli i pravno štiti od isporuke u svoju domovinu iz koje bježi.

## Hrvati u progonstvu
U vrijeme Kraljevine Jugoslavije i SFRJ veliki broj Hrvatskih protivnika jugounitarizma ili disidenta bio je prisiljen napustiti domovinu da bi se spasili od represije tadašnjih režima.